# Futung
Futung (nep. फुतुड) – gaun wikas samiti w środkowej części Nepalu w strefie Bagmati w dystrykcie Katmandu. Według nepalskiego spisu powszechnego z 2001 roku liczył on 643 gospodarstw domowych i 3125 mieszkańców (1601 kobiet i 1524 mężczyzn).